# Hofstraat (Montfoort)
De Hofstraat is een straat in de oude stadskern van de Nederlandse plaats Montfoort.

## Naam
Al in 1398 wordt de straat genoemd. De straat verbindt de Hoogstraat met het Kasteel van Montfoort en dankt hieraan ook haar naam.

## Bouwwerken
Aan de straat staan enkele rijksmonumenten. Het oudste is de Commanderij van Sint-Jan uit 1544. Het herenhuis aan de Hofstraat 8 uit 1806 was oorspronkelijk een pastorie en draagt de naam Kloosterhof. Het pand aan de Hofstraat 7 is ook een rijksmonument.

## Afbeeldingen

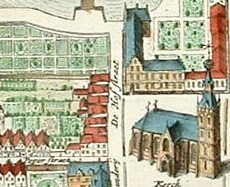
De straat op een kaart van J. Blaeu uit 1649
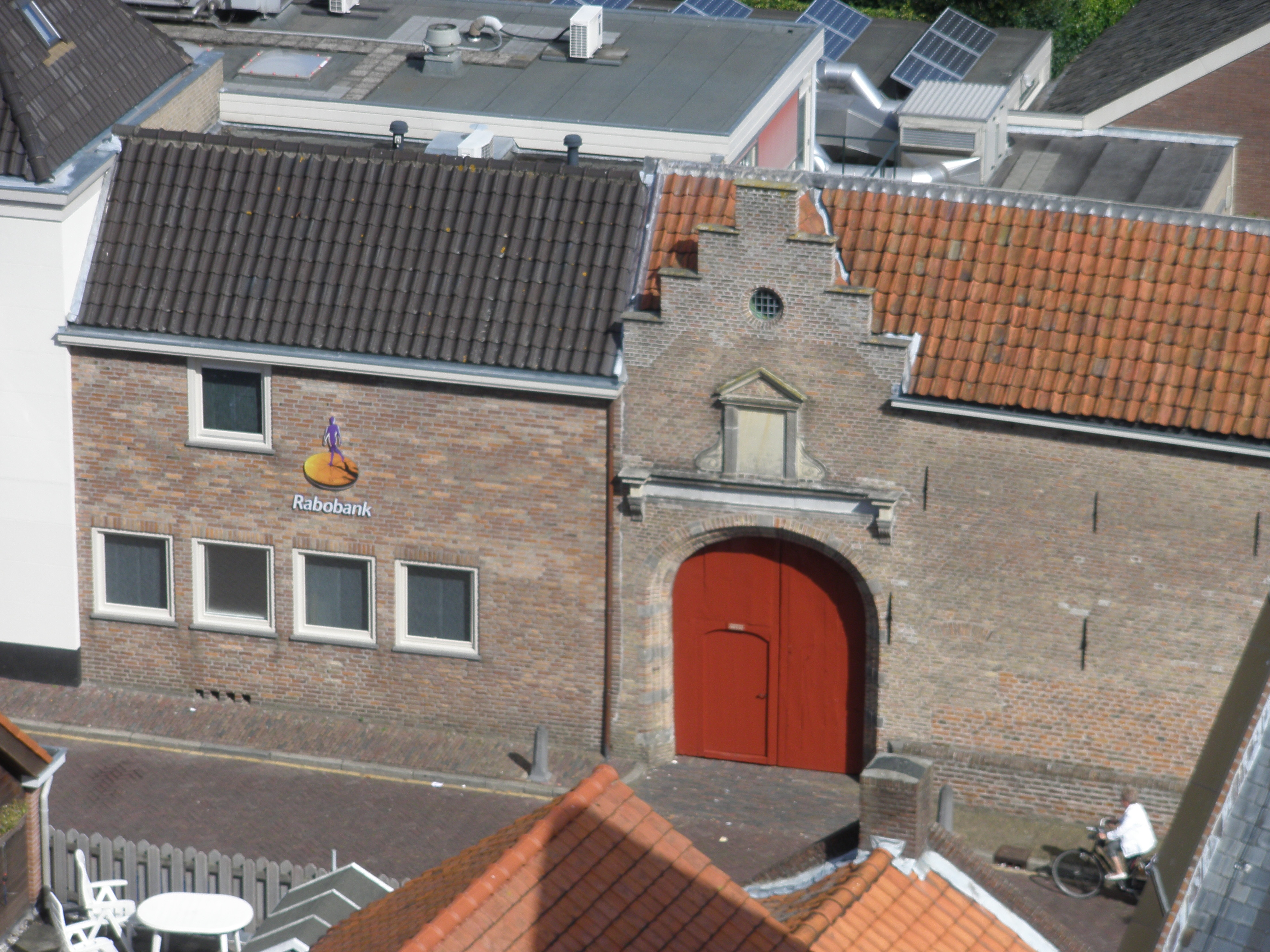
Hofstraat 3-5, Johannieter Commanderij
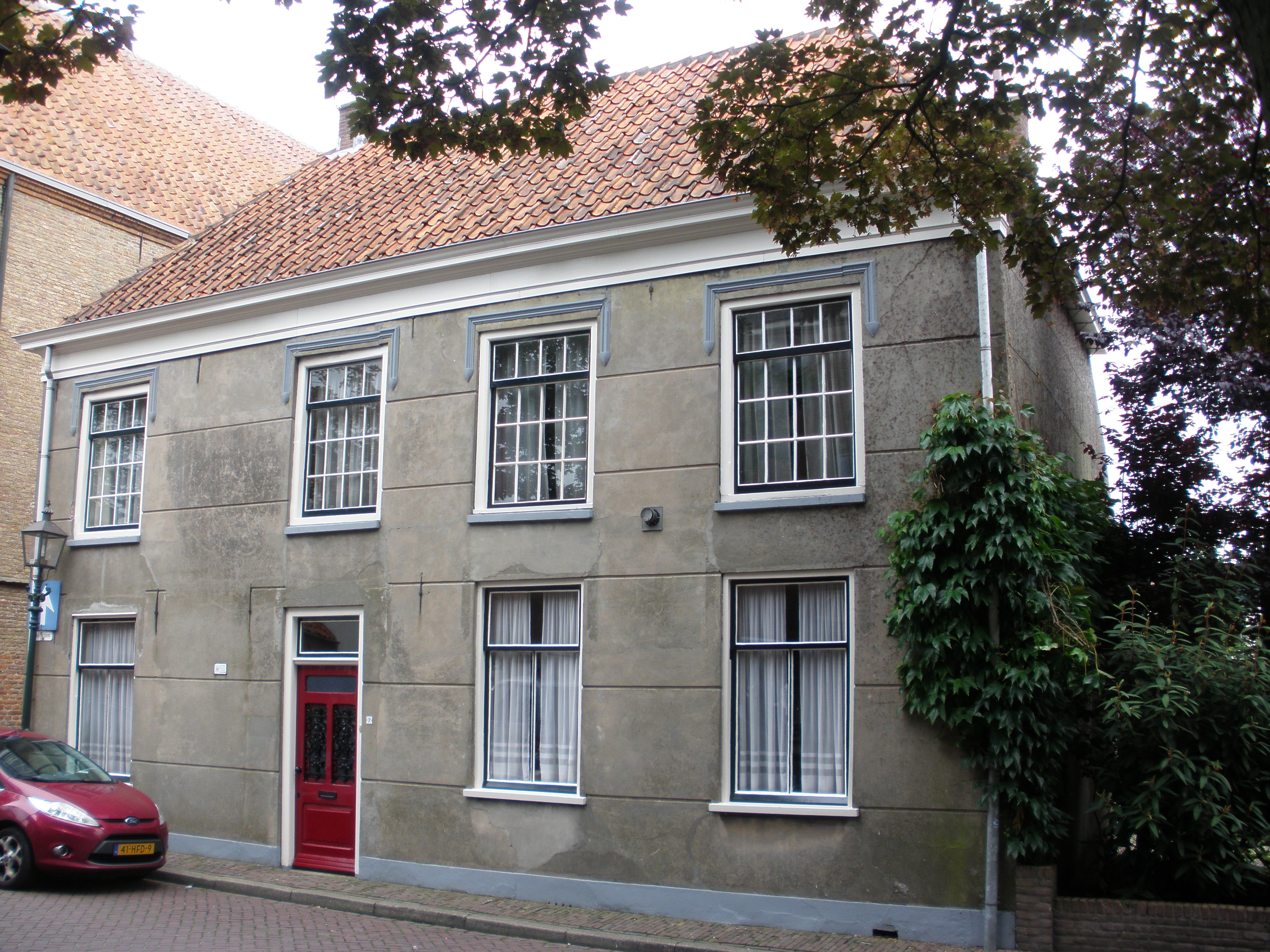
Hofstraat 7
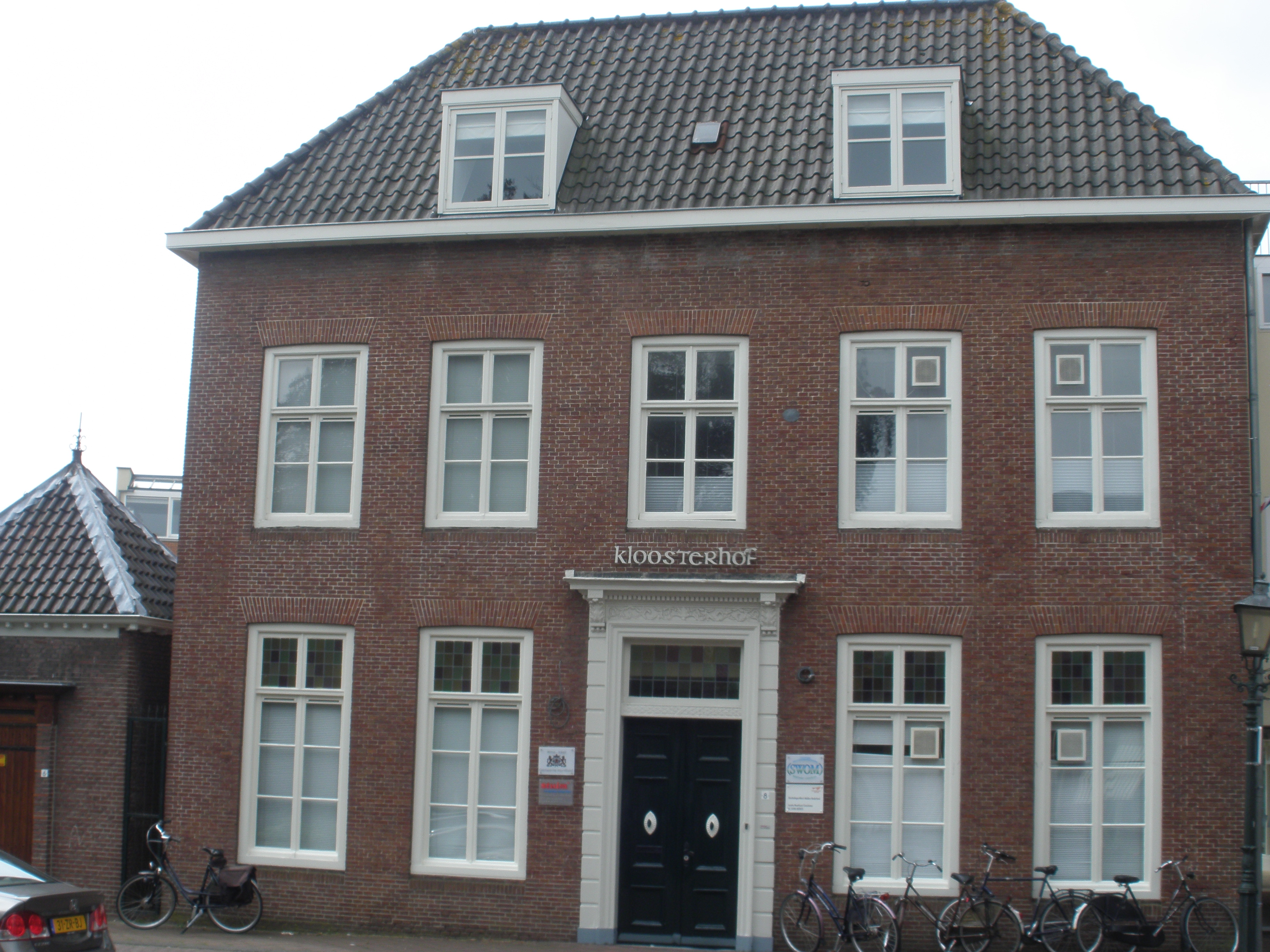
Hofstraat 8, Kloosterhof

Achterstraat ·
Blindeweg ·
Bovenkerkweg ·
De Plaats ·
Doeldijk ·
Havenstraat ·
Heeswijkerpoort ·
Heilig Levenstraat ·
Hofdijk ·
Hofstraat ·
Hoogstraat ·
Julianalaan ·
Keizerstraat ·
Lieve Vrouwegracht ·
Lindeboomsweg ·
Mannenhuisstraat ·
Mastwijkerdijk ·
Molenstraat ·
Om 't Hof · 
Om 't Wedde · 
Onder de Boompjes ·
Oude Boomgaard ·
Schoolstraat  ·
Slotlaan ·
Vrouwenhuisstraat ·
Waardsedijk ·
Waterpoort ·
Willeskopperpoort ·
IJsselplein ·
IJsselkade ·
IJsselveld